# Усть-Кишерть (Свердловская область)
Усть-Кишерть — деревня в Свердловской области, входящая в муниципальное образование Артинский городской округ. Расположена в 25 км на юго-юго-запад от административного центра — посёлка городского типа Арти. Входит в состав Новозлатоустовского сельского совета. Известна с 1816 г. как деревня "Новая, Усть-Кишерть тож". Основана выходцами из Кунгурского уезда, скорее всего, из с. Усть-Кишерть. Название деревни происходит от тюркского (башкирского и/или татарского) слова «кишер», что означает «морковь».

## Население
По данным 2010 года, в деревне проживает 66 человек.